# اچ‌ام‌اس راجاه (دی۱۰)
اچ‌ام‌اس راجاه (دی۱۰) (به انگلیسی: HMS Rajah (D10)) یک کشتی بود که طول آن ۴۹۵ فوت ۷ اینچ (۱۵۱٫۰۵ متر) بود. این کشتی در سال ۱۹۴۳ ساخته شد.